# Echte gordelstaarthagedissen
Echte gordelstaarthagedissen (Cordylus) zijn een geslacht van hagedissen uit de familie gordelstaarthagedissen (Cordylidae).

## Uiterlijke kenmerken
Echte gordelstaarthagedissen zijn de meest typische vertegenwoordigers van de familie gordelstaarthagedissen waartoe ze behoren. Alle soorten hebben een duidelijk afgeplat lichaam. De kop is erg breed en draagt naar achteren wijzende stekels aan de achterzijde van de kop. Het gehele lijf is bedekt met verharde platen ter bescherming. Aan de flanken is een stekelachtige rij schubben aanwezig.
De lichaamskleur varieert van zandbruin tot donkerbruin kleur. De soort Cordylus niger heeft een zwarte kleur, deze soort komt voor in wat koelere streken. Door de zwarte kleur kan het dier sneller zonnewarmte opnemen. Andere soorten, zoals Cordylus imkeae en de Zimbabwe-gordelstaarthagedis (Cordylus rhodesianus) hebben heldere witte vlekken op een bruine basiskleur.
De staart is voorzien van ringvormige schubbenbanden die vergrote stekels dragen. De staart kan worden afgeworpen (caudale autotomie), maar gordelstaarthagedissen doen dat hoogst zelden. De staart groeit slechts langzaam weer aan in vergelijking met andere groepen van hagedissen. De verschillende soorten kunnen met name worden onderscheiden aan het aantal schubbenrijen aan de bovenzijde van de rug, dat sterk kan variëren.

## Verspreiding en habitat
De verschillende soorten komen voor in grote delen van Afrika, ten zuiden van de Sahara. De hagedissen leven in de landen Angola, Botswana, Congo-Kinshasa, Ethiopië, Kenia, Malawi, Mozambique, Namibië, Swaziland, Tanzania, Zambia, Zimbabwe en Zuid-Afrika.

Echte gordelstaarthagedissen zijn bewoners van droge, schrale gebieden met een zanderige of een rotsachtige ondergrond. Ze hebben schuilplaatsen nodig zoals rotsspleten en kieren tussen stenen. Alle soorten zijn bodembewoners, alleen van de soort Cordylus jonesii is bekend dat het dier vaak klimt en een voorkeur heeft voor takken van bomen.

## Levenswijze

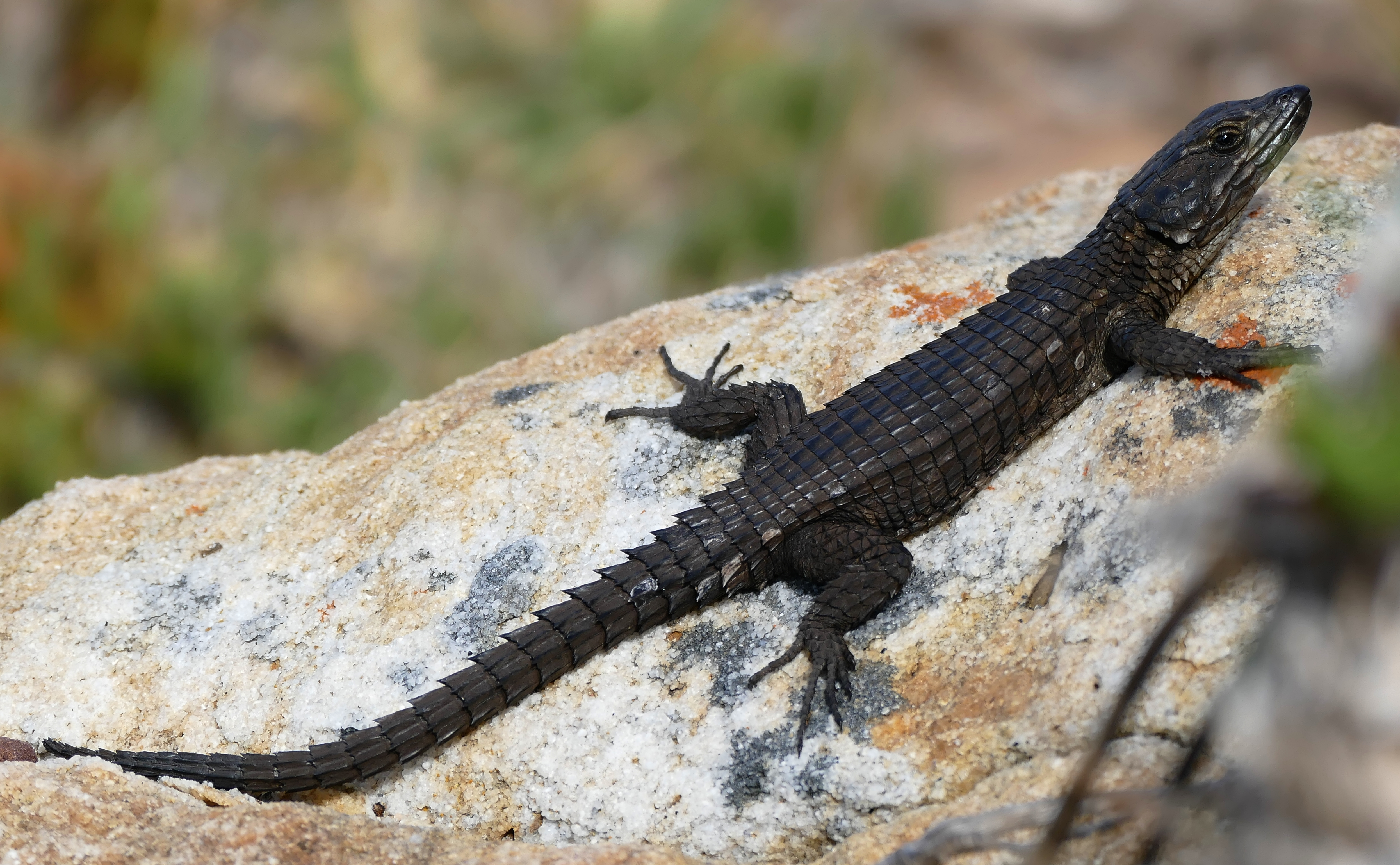
Gordelstaarthagedissen zonnen graag en richten het lichaam op om sneller op te warmen. Afgebeeld is Cordylus niger.

Echte gordelstaarthagedissen zijn eierlevendbarend; ze zetten geen eieren af maar de jongen komen in een dun vliesje ter wereld waar ze vrijwel direct uit kruipen. Alle soorten zijn overdag actief en jagen op insecten en andere kleine ongewervelden.
Vijanden van deze hagedissen zijn voornamelijk roofvogels en rovende zoogdieren. De staart wordt gebruikt bij de verdediging; de hagedissen barricaderen met hun stekelige staart het hol waarin ze leven. Andere dieren vermijden dergelijke bezette holen. Op het menu staan allerlei ongewervelde dieren, zoals insecten, slakken, en miljoenpoten. Ook kleine gewervelde dieren zoals hagedissen en kikkers worden wel gegeten. Een klein deel van het menu bestaat uit plantaardig materiaal.
Echte gordelstaarthagedissen komen soms in grote groepen van duizenden dieren voor, een voorbeeld is de gewone gordelstaarthagedis (Cordylus cordylus). Andere soorten komen vaak solitair voor of vormen hoogstens paartjes.
Echte gordelstaarthagedissen staan bekend als taai en zijn relatief eenvoudig in leven te houden in gevangenschap. Ze zijn populair in de handel in exotische dieren. Ze zijn weinig kieskeurig wat betreft de temperatuur en ze nemen verschillende soorten voedsel aan. De populariteit van de dieren heeft de populatiegroottes in het wild geen goed gedaan waardoor sommige soorten nu als kwetsbaar worden aangemerkt of worden bedreigd.

## Taxonomie en indeling
De groep werd voor het eerst wetenschappelijk beschreven door Josephus Nicolaus Laurenti in 1768. Er zijn tegenwoordig 22 verschillende soorten, inclusief de pas in 2016 wetenschappelijk beschreven soort Cordylus namakuiyus. Sommige soorten werden vroeger tot de echte gordelstaarthagedissen gerekend maar zijn later aan een ander geslacht toegekend. Voorbeelden zijn de reuzengordelstaarthagedis (Smaug giganteus) en de pantsergordelstaarthagedis (Ouroborus cataphractus).

### Soortenlijst
| Soorten uit het geslacht Cordylus                     | Soorten uit het geslacht Cordylus                             | Soorten uit het geslacht Cordylus                                            |
| ----------------------------------------------------- | ------------------------------------------------------------- | ---------------------------------------------------------------------------- |
| Naam                                                  | Auteur                                                        | Verspreidingsgebied                                                          |
| Cordylus angolensis                                   | Bocage, 1895                                                  | Angola                                                                       |
| Cordylus aridus                                       | Mouton & Van Wyk, 1994                                        | Zuid-Afrika                                                                  |
| Cordylus beraduccii                                   | Broadley & Branch, 2002                                       | Kenia, Tanzania                                                              |
| Cordylus cloetei                                      | Mouton & Van Wyk, 1994                                        | Zuid-Afrika                                                                  |
| Gewone gordelstaarthagedis (Cordylus cordylus)        | Linnaeus, 1758                                                | Angola, Botswana, Kenia, Malawi, Mozambique, Tanzania, Zimbabwe, Zuid-Afrika |
| Cordylus imkeae                                       | Mouton & Van Wyk, 1994                                        | Zuid-Afrika                                                                  |
| Cordylus jonesii                                      | Boulenger, 1891                                               | Botswana, Mozambique, Zimbabwe, Zuid-Afrika                                  |
| Cordylus machadoi                                     | Laurent, 1964                                                 | Angola, Namibië                                                              |
| Cordylus macropholis                                  | Boulenger, 1910                                               | Zuid-Afrika                                                                  |
| Cordylus marunguensis                                 | Greenbaum, Stanley, Kusamba, Moninga, Goldberg & Bursey, 2012 | Congo-Kinshasa                                                               |
| Cordylus mclachlani                                   | Mouton, 1986                                                  | Zuid-Afrika                                                                  |
| Cordylus meculae                                      | Branch, Rödel & Marais, 2005                                  | Mozambique                                                                   |
| Cordylus minor                                        | FitzSimons, 1943                                              | Zuid-Afrika                                                                  |
| Cordylus namakuiyus                                   | Stanley, Ceríaco, Bandeira, Valerio, Bates & Branch, 2016     | Angola                                                                       |
| Cordylus niger                                        | Cuvier, 1829                                                  | Zuid-Afrika                                                                  |
| Cordylus nyikae                                       | Broadley & Mouton, 2000                                       | Malawi                                                                       |
| Cordylus oelofseni                                    | Mouton & Van Wyk, 1990                                        | Zuid-Afrika                                                                  |
| Zimbabwe - gordelstaarthagedis (Cordylus rhodesianus) | Hewitt, 1933                                                  | Mozambique, Zimbabwe                                                         |
| Cordylus rivae                                        | Boulenger, 1896                                               | Ethiopië                                                                     |
| Cordylus tropidosternum                               | Cope, 1869                                                    | Congo-Kinshasa, Kenia, Malawi, Mozambique, Tanzania, Zambia, Zimbabwe        |
| Cordylus ukingensis                                   | Loveridge, 1932                                               | Tanzania                                                                     |
| Cordylus vittifer                                     | Reichenow, 1887                                               | Angola, Botswana, Mozambique, Swaziland, Zuid-Afrika                         |